# Telefunken-Kompass

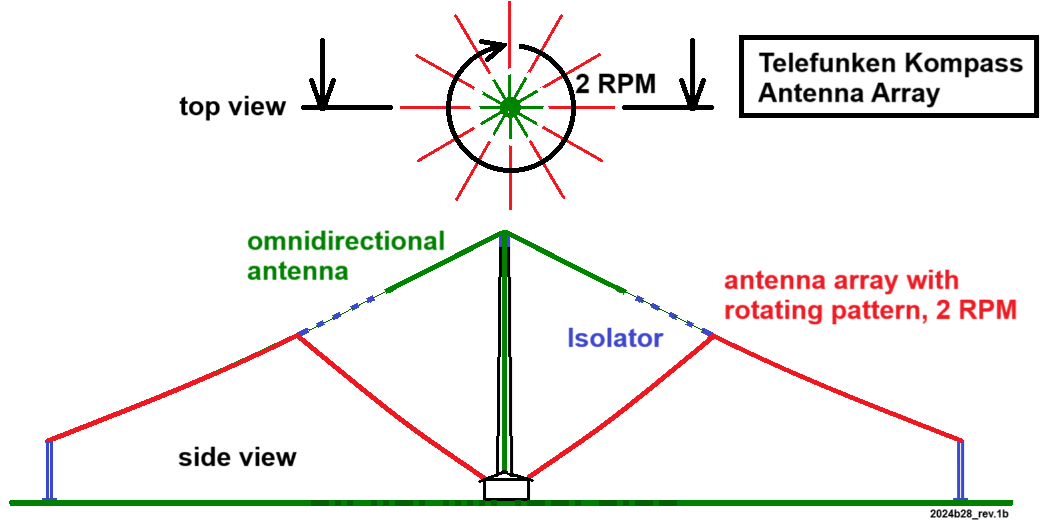
Telefunken-Kompass-Antennen-Array, omnidirektionale Antenne (in grün) für das Referenzsignal und 16 invertierte Dipole (in rot) für das rotierende Antennendiagramm (2 RPM). Alle Antennen sind am zentralen Mast oder Schornstein befestigt, Isolatoren zwischen den Antennen bzw. an den äußeren Masten in blau

Das Telefunken-Kompass-System war das erste Flugnavigationsfunksystem Drehfunkfeuer, das es ab 1907 Luftfahrzeugführern (Piloten) erlaubte, den Azimut des Luftfahrzeuges zu einem Telefunken-Kompass-Sender für Navigationszwecke in Form eines Radials (dt. Standlinie) zu ermitteln. Das Telefunken-Kompass-System wurde bereits um 1907 von Zeppelinen (Starr-Luftschiffen) genutzt. S. 141 Inwieweit in diesem Zeitraum Telefunken-Kompass-Sender auch von anderen Luftfahrzeugen verwendet wurden, geht nicht aus den Veröffentlichungen dieser Zeit hervor.
Entwickelt wurde das Telefunken-Kompass-System bei der Firma Telefunken von Alexander Meißner. S. 241 Ein Löschfunkensender strahlte wechselweise über eine omnidirektional strahlende Antenne im Zentrum der Antennenanlage ein Referenzsignal und ein sich innerhalb von 30 Sekunden einmal um 360° drehenden richtungsabhängigen Signal aus. Die Aussendung des Referenzsignals markierte den Beginn des rotierenden Signals. S. 540
Das rotierende Signal wurde durch 16 Dipole erzeugt, deren Ausrichtung der Hauptstrahlrichtung sich jeweils um 22,5° zum vorigen Dipol unterschied. Sowohl die omnidirektional strahlende Antenne als auch die 16 Dipol-Antennen wurden über ein Antennen-Koppelfeld S. 54 im Uhrzeigersinn nacheinander angeschaltet. Nach Wechsel auf den nächsten Dipol wurde jeweils wieder ein Signal ausgesendet. Sowohl die omnidirektional strahlende Antenne als auch die 16 Dipole für die Erzeugung des umlaufenden richtungsabhängigen Signals waren an einem zentralen Mast befestigt.
Der Azimut zum Telefunken-Kompass-Sender wurde bestimmt, indem nach Empfang des Referenzsignals eine Stoppuhr gestartet wurde und diese bei Empfang des stärksten Signals gestoppt wurde. Mit Hilfe eines modifizierten Ziffernblatts, das anstelle der Ziffern die Himmelsrichtungen aufwies, wurde auf der Stoppuhr der Azimut angezeigt.
Eine eindeutige Bestimmung der Position war durch Kreuzpeilung mit Hilfe von zwei Telefunken-Kompass-Sendern möglich.